# Коп і Штик. Завзяті кроти
«Коп і Штик. Завзя́ті кроти́» — український анімаційний фільм 2006 року студії Укранімафільм, режисер — Борис Волков.

## Сюжет
Коп і Штик — юні кроти, які, замість того щоб вчитися у своїй підземній школі, відправляються подорожувати. На поверхні землі вони потрапляють в майстерню до Макса — хлопчика-винахідника, який переробляє свої іграшки і конструює з них незвичайні машини і апарати. Випробовувати й перевіряти в роботі ці винаходи доводиться морській свинці, їжачку, зайчику, черепасі і домашньому щуру, які працюють у Макса випробувачами. Коп і Штик вливаються в дружний колектив випробувачів і переживають разом з ними найзахопливіші і небезпечні пригоди.

## Над фільмом працювали
- Сценарій: Вадим Шинкарьов;
- Режисер: Борис Волков;
- Художник-постановник: Валентина Серцова (у титрах В. Сєрцова);
- Композитор: Леонід Белєй (у титрах Л. Бєлєй);
- Звукорежисери: Є. Кель (у титрах Є. Кєль), Андрій Обод;
- Аніматори: Сергій Костенко, Євген Альохін, В. Волонтирець, Борис Волков, Олег Педан (у титрах О. Пєдан);
- 3д анімація (у титрах 3д анімация): Станіслав Марченко;
- Комп'ютерний композит: Л. Волкова;
- Актори: Анатолій Зіновенко, Тетяна Зіновенко, Оксана Трубецька;
- Асистент художника: О. Лактіонова;
- Асистент режисера: Світлана Кецкало;
- Монтаж: Борис Волков;
- Пісенька кротів на вірші автора Вадима Шинкарьова, музика та виконання Олега Михайлюти (Фагот), гурт "Танок на майдані Конґо".
- Редактор: Світлана Куценко;
- Директор знімальної групи: В'ячеслав Кілінський.